# Astyanax (gladiateur)
Pour les articles homonymes, voir Astyanax (homonymie).
Astyanax était un gladiateur sous l'Empire romain, de type secutor.